# سواسيو
سواسيو (بالإنجليزية: Soasiu)‏ هي منطقة سكنية تقع في إندونيسيا في North Halmahera Regency.